# 應非勒
應非勒（卑南語：Invil），是台灣卑南族知本部落的一名傳說人物，雖然是部落內的祭司，但因為入贅南王部落、並且被部落的族人欺騙而喪失其特權。

## 身世
應非勒的母親是知本部落的美女卡拉露（Kalalu）、父親則是來自西方某個部落的祭司龐德（Pangted），同時他也是射馬干部落始祖杜姑的曾孫和知本部落大頭目西哈西浩的玄孫，但不管是哪種說法，他都擔任部落中的祭司職位，掌握相當大的權力，不僅族人的收穫都要分他一些，還因為知本部落當時的強大，被其他如南王部落在內的卑南族部落和阿美族、排灣族、魯凱族、布農族等外族公認其身分，然而，因為他本人遊手好閒，不務正業，使得族人相當厭惡他。

## 傳說

### 結婚
應非勒和南王部落的首領巴納萊（Panaray）的兒子卡譚因（Kaptain/Kavtaqin）是朋友，後來當南王部落在為卡譚因準備訂婚的事情（一說是收割後的舂米大會）時，他邀請應非勒來部落裡作客，並且讓他看著一群正在舂米的女孩子，開玩笑的問他中意哪個女孩子，沒想到應非勒很認真的指著其中一個額高鼻挺的少女，而那名少女還就是卡譚因的未婚妻：巴莎拉阿特（Pasaraqad）氏族的蕾昂昂（Renganngan），卡譚因因此詢問父親該怎麼辦，巴納萊則極力主張把蕾昂昂讓給他，藉由讓應非勒入贅部落來取得大權並擺脫知本部落的掌控，卡譚因只好照辦。

### 受騙
應非勒入贅南王部落後，巴納萊便欺騙他說打算要遷村，因此要求作為祭司的他先前往預定遷村的地區，進行建村需要的整地祈禱儀式，然而在祈禱儀式結束後，卻遲遲不見族人遷來，直到回去部落詢問狀況，才知道自己已經被逐出部落、拋棄在那裡，南王部落則已經在巴納萊的指示下宣布獨立，不再從屬於知本部落。

### 對抗
受騙的應非勒為了對抗巴納萊，生了許多的孩子，其中除了老大Pangudal留在家裡跟父母同住外，其他孩子都被他送去地方，建立新的部落或繼承自己原本的祭司職位，想藉由孩子來向當地的人收取供品來維持自己的權力，人名和部落的配對則如下：
| 名字            | 部落                                      | 備註                                                          |
| --------------- | ----------------------------------------- | ------------------------------------------------------------- |
| Patukar（次子） | 知本部落（繼承）                          | 妻子為太麻里部落（Tjavualji，位於今台東縣太麻里鄉）的Valaivai |
| Pahunin（三子） | 初鹿部落                                  | 建立和繼承的說法都有                                          |
| Salamar（四子） | 大巴六九部落                              | 建立和繼承的說法都有                                          |
| Pasihan（么女） | 金崙部落（Kanadun，位於今台東縣太麻里鄉） | 建立和繼承的說法都有                                          |

然而，那時候荷蘭已經召開了第一次卑南地方會議，南王部落的在他們的支持下確立了統治的地位，應非勒的對抗終究落敗，但也有說法認為是因為發生了朱一貴事件，南王部落搜索朱一貴餘黨有功，並且被封為卑南王，應非勒的企圖因此落空。

## 其他

### 後代
傳說應非勒最後帶著家人遷到一處山坡上居住，其長子後來成為了賓朗部落（Pinaski）的始祖，而賓朗部落過去也因此有隸屬於南王（竹生）或知本（石生）的爭議，最後是根據卑南族傳統的女性社會規範和住民主要來自南王部落等特徵，認為其偏向竹生系統。

### 矛盾
事實上，應非勒的傳說有許多部份跟其他口傳相悖，如南王部落脫離知本部落統治的時間約為十七世紀中葉、荷蘭東印度公司來到台灣的時期，並非朱一貴事件發生的時間，而且卑南王本身只有搜捕林爽文餘黨的傳聞，兩者相差甚大；而且當時南王部落的頭目是滑地戰役爆發時傳說中的第八代頭目阿蒲魯岸（Aberu'an），跟應非勒傳說中的巴納萊相當不同。